# Gaspar van Weerbeke
Gaspar van Weerbeke, né vers 1445 et mort après 1516, est un compositeur de musique de l'école franco-flamande. Issu de la même génération que Josquin des Prés, il était cependant unique par sa façon de mêler le style italien de l'époque avec celui de l'école bourguignonne de Guillaume Dufay.

## Biographie
La carrière italienne de ce clerc de la région de Tournai (clerico tornacense) commença, au plus tard, en hiver 1471-1472, lorsqu’il fut arrivé à la cour des Sforza à Milan.
Beaucoup d'éléments de la vie de Gaspar van Weerbeke restent inconnus, à commencer par sa date et son lieu de naissance exacts. On sait qu'il était né hors mariage quelque part dans le diocèse de Tournai, alors en Flandre orientale, et qu'il aurait fait des études aux anciens Pays-Bas, peut-être à la maîtrise de l’église Sainte-Walburge d'Audenarde.
Bien que l'on sache peu de choses sur les deux premières décennies de sa vie, il fut peut-être l’élève d’Ockeghem.  Il a été démontré, sur la base de critères stylistiques, qu'il connut Dufay et son entourage, dont Regis, à la cour bourguignonne de Charles le Téméraire.  Il fit probablement ses études avec Regis, car une bonne partie de ses compositions suit le modèle de celles de son aîné.  En 1471, il se rendit à Milan pour y devenir membre du chœur de la chapelle des Sforza, où il retrouva notamment des compositeurs comme Martini, Agricola et Compère.  Son nom est mentionné pour la première fois dans les registres de la cour le 29 avril 1472, lorsque le duc Galéas Marie Sforza le renvoya en Flandre et en Bourgogne afin d'y trouver de nouveaux chanteurs pour ses employeurs italiens. Un deuxième voyage, entrepris dans le même but, est documenté en janvier 1473.  Cette mission fut couronnée de succès : le nombre de chanteurs du chœur fut doublé en y ajoutant vingt nouveaux membres, et les Sforza disposèrent bientôt de l'une des plus importantes chapelles musicales d’Italie, voire d'Europe.  Les registres du chœur du 15 juillet 1474 montrent une équipe formée de 18 cantori di camera (chanteurs de la chambre), sous la direction de Van Weerbeke comme vice-abbé, et 22 cantori di cappella (chanteurs de la chapelle), dirigés par l'abbé Antonio Guinati.  Parmi les chanteurs se trouvaient Compère et Martini, qui formèrent avec Van Weerbeke pendant quelques années quelque chose qui se rapprochait le plus d’un laboratoire musical.  Occupant une position de confiance et jouissant de beaucoup d'estime, Van Weerbeke reçut plusieurs bénéfices du duc, y compris, en 1473, une pension de 40 ducats, tirée d’une prepositura (en tant que prévôt) de Saint-Laurent de Lodi.
Cependant, l'assassinat du duc de Milan, qui eut lieu le 26 décembre 1476, marqua la fin de cette période faste et la plupart des choristes se dispersèrent ; beaucoup d’entre eux trouvèrent un emploi à Ferrare. Van Weerbeke demeura encore quatre ans à Milan jusqu’à ce qu’en hiver 1480-1481, il s’installa à Rome, où il devint membre du chœur pontifical sous les pontificats de Sixte IV et d'Innocent VIII. Le 19 mai 1483, comme d'autres chanteurs pontificaux, Van Weerbeke s’affilia à la confrérie romaine du Saint-Esprit et de Sainte-Marie de Saxe. À Rome, il était un collègue de Josquin et de Marbrianus de Orto, qu'il peut avoir connu du temps où il était étudiant, avant de partir pour l'Italie.
Ayant déjà refusé la proposition qu’on lui avait fait de revenir se fixer à Milan au printemps 1482, il revint toutefois dans cette ville à la mi-avril 1489, pour entrer au service de Ludovic Sforza le More.  Sept mois plus tard, le 14 novembre 1489, il fut reçu avec tous les honneurs dans sa ville natale, Audenarde, comme maître de chant du duc de Milan (« sanckmeester van den herthoge van melanen »).  Au cours de la décennie suivante, il semble que Weerbeke ait été associé à différentes cours, notamment à celle de Philippe le Beau, et peut-être à celle des Médicis à Florence.  Un autre voyage, entrepris au printemps de 1493, l'amena à Florence, de nouveau afin de recruter des chanteurs, sans doute pour la cour milanaise.  Au cours de cette deuxième période à la cour des Sforza, Van Weerbeke reçut des bénéfices dans les diocèses d'Utrecht et de Thérouanne. Jusqu'en 1495, la vie de Van Weerbeke fut dominée par des contacts durables avec le chœur de la cour de Philippe le Beau, archiduc d'Autriche et duc de Bourgogne. De 1495 à 1498, il est également répertorié comme chanoine de la collégiale de Saint-Donatien de Bruges, bénéficiant d’une des prébendes accordées à des chantres de la chapelle pontificale. Ce fut peut-être pendant cette période qu’il entra en contact avec la scène musicale française et avec Crétin, qui mentionne Van Weerbeke dans sa Déploration sur la mort d'Ockeghem, survenue en 1497. Il semble pourtant qu’il n’ait jamais entièrement rompu sa relation avec la cour des Sforza. Vers la fin de la période passée au service de Philippe, Van Weerbeke recruta de nouveau des chanteurs pour le compte du duc de Milan, et il revint probablement à Milan à l'automne de 1498. Le 28 novembre 1499, peu après la conquête de Milan par le roi Louis XII, le duc Hercule d’Este tenta, toutefois en vain, de l'engager à la chapelle de la cour de Ferrare.
Van Weerbeke retourna à Rome, où il est documenté dans les registres pontificaux comme chanteur de 1500 à 1509. En février 1509, son nom figurait en deuxième place sur une liste de 17 chanteurs, mais après une lacune dans les registres, il n’est plus mentionné.  Dans un autre document, daté du 26 décembre 1514, il est toujours répertorié comme Cantor Capellæ papalis (chantre de la chapelle papale).
À cette époque, il s’affilia à la confrérie du cimetière allemand et néerlandais (Fraternità del Campo Santo dei Teutonici e dei Fiamminghi) à Rome, peut-être en vue de se réserver un lieu de sépulture à côté de l’église Saint-Pierre, mais comme son nom ne figure pas dans le registre des décès au sein de cette fraternité, il mourut sans doute loin de Rome.  Les dernières années de sa vie restent obscures ; la dernière preuve de son existence suggère qu’il retourna dans sa région natale car, le 1er novembre 1515, il fut classé deuxième dans l’ordre de succession dans les diocèses de Cambrai et de Tournai par le pape Léon X, qui lui offrit un bénéfice de 200 ducats d'or par an en récompense de services rendus en tant que chantre (cantor) et chapelain (capellanus) dans le chœur pontifical. Mais il existe aussi un document d’archives, daté du 1er novembre 1517, qui semble fournir la preuve qu'il occupa un poste, celui de chanoine (canonicus), à l'église Sainte-Marie aux Marches à Mayence en 1517.
Van Weerbeke n’est sans doute pas à identifier avec le Gasparo fiamenga qui était l'un des chanteurs secrets (cantores secreti) de Léon X en 1520-1521.  Dans le cas où Van Weerbeke aurait été encore en vie à cette époque, il aurait atteint l’âge d'environ 75 ans, ce qui était sans doute trop vieux pour être accepté au sein du chœur privé du pape.

## L’Œuvre

### Remarques générales
La plus grande partie de la production musicale de Van Weerbeke se compose de musique sacrée, à la fois celle liturgique et celle non liturgique. Des deux credos et des huit cycles de l’ordinaire de la messe que l’on connaît de nos jours, seules deux messes (Missa brevis et Missa 'Princesse d’amourettes’) ont été imprimées par Petrucci, qui a consacré un volume entier à Van Weerbeke (Misse Gaspar, 1507).  Pour le cycle de motets, les sources les plus importantes sont les Codices Gaffurius (I-MCAP) : un groupe de manuscrits écrits à Milan au début du XVIe siècle.  Tous les autres motets étaient connus des collections imprimées par Petrucci à Venise entre 1502 et 1508.  Dans Motetti A, le premier volume de motets de Petrucci, les compositions de Weerbeke dépassent en nombre toutes les autres, même celles de Josquin.  Environ les deux tiers de ses travaux conservés ont été transmis par des éditions contemporaines, toutes datant de la première décennie du XVIe siècle, ce qui prouve bien qu’il a été tenu en haute estime en Italie durant sa vie, mais aussi que sa notoriété s'est rapidement émoussée.
La position particulière de Van Weerbeke au sein du cercle de compositeurs franco-flamands autour de Josquin réside dans son aptitude extraordinaire à assimiler la musique d'origine italienne. Il réussit à combiner la tradition de la polyphonie franco-flamande avec le style nouveau des laudes italiennes, forgeant, de la sorte, un nouveau style individuel, construit sur les meilleures caractéristiques des deux héritages musicaux.

### Messes
Parmi les plus anciennes compositions d’un cycle de messe figurent la Missa ‘Ave regina cælorum’ et la Missa ‘O Venus bant’.  Ces deux messes se ressemblent dans leur conception et peuvent remonter à une époque antérieure à son arrivée à Milan.  Dans leur structure, dans la disposition générale des voix et dans la technique de composition, elles rappellent les messes tardives de Dufay qui peuvent avoir servi de modèles. La symétrie et l'équilibre de Dufay sont absents dans les œuvres de Van Weerbeke, qui manifestent une forte tendance à élaborer les voix extérieures dans le détail par la séquence et par la répétition séquentielle. Surtout dans les sections où le cantus firmus n’est pas placé au ténor, l'imitation est appliquée le plus souvent entre le déchant et le ténor. Des duos en canon sont insérés dans les sections où le nombre des parties est réduit. Les parties de la messe sont unifiées par un genre de leitmotivs.  La Missa ‘O Venus bant’ est basée sur la mélodie d’une chanson néerlandaise (ou flamande), mentionnée dans les écrits théoriques de Gaffurius ; il semble qu’il s’agisse de la composition la plus populaire de Van Weerbeke .  Dans la Missa ‘Princesse d'Amourettes’, les voix extérieures font un usage plus important que d’habitude de matériel provenant d’un ténor basé sur une chanson perdue. Les duos introductifs remplacent les principaux motifs ; une variété considérable dans l'imitation ainsi qu’un traitement libre de la matière indiquent souvent un style plus moderne.  La Missa ’Et trop penser’ semble avoir des liens avec Florence, en particulier avec la messe d'Isaac sur le même air de chanson.  Dans cette composition, et de nouveau dans la Missa ‘Se mieulx ne vient’, Van Weerbeke utilise la technique de la parodie hybride du cantus firmus, par laquelle non seulement le ténor, mais aussi des parties des autres voix sont empruntées à une chanson, de manière non systématique.  La Missa ‘N'as tu pas’ est une composition beaucoup plus tardive que les messes dont nous venons de parler et pourrait avoir été composée à Rome entre 1504 et 1508. Pour arriver à cette façon novatrice de composer la messe, Van Weerbeke abandonne l'utilisation de la mélodie d’une chanson comme modèle pour le ténor, prenant plutôt des motifs de l’harmonisation de la chanson entière.  Inhabituel chez lui est la texture continue en quatre parties, mais les imitations jumelées sont, par contre, typiques.  La Missa octavi toni et la Missa brevis trouvent vraisemblablement leur origine dans son second séjour à Milan.  Elles manifestent une relation assez forte avec les messes de Compère et de Gaffurius, et sont écrites dans un style typiquement italien où la structure par sections, l’alternance entre la déclamation homorythmique et la polyphonie libre, des duos fréquents en imitation en paires et une mise en texte extensivement syllabique sont caractéristiques.

### Motets
Dans les motets, il utilise une grande variété de techniques de composition, classées par Croll en 1952 en cinq groupes distincts : les cycles de motets, les harmonisations polyphoniques, les harmonisations mixtes, les harmonisations homophones et les « motets ténor ».  Les cycles de motets appartiennent au début de la carrière de compositeur de Van Weerbeke et sont typiques du répertoire milanais.  Conçus pour remplacer les parties de la messe, ils sont orientés vers une liturgie mixte : ambrosienne et romaine, comme beaucoup d'autres œuvres écrites pour la cour des Sforza.  Ces motets sont composés, dans une large mesure, en polyphonie libre et simple.  Des sections plus courtes, comprenant un nombre de voix différent, se succèdent, séparées par des cadences internes.  L'imitation par paires, l'utilisation de deux voix se déplaçant en parallèle, et le contraste de texture, obtenu par des changements soudains de polyphonie en homophonie, renforcent l'impression d'une conception époustouflante.  En général, la forme est structurée de façon limpide et fondée sur la structure du texte, qui tend à être rendu syllabiquement.  Des accents occasionnels sur un seul mot et les premiers signes d’une tentative d’exprimer le sens du texte dans la musique sont typiques de ce « style motet » italien.  L’homophonie stricte prévaut dans les motets pour l'élévation de l'hostie.  Les cycles de motets font peu usage des modèles de chant liturgique. Parmi les motets polyphoniques, Ave mater omnium occupe une position particulière : il présente, à la fois, une texture serrée à quatre parties, avec chaque voix en contrepoint libre, et des combinaisons alternantes de parties avec des séquences et des répétitions de motifs.  Un bel exemple d'une mise en musique mixte est le motet Mater digna Dei, où des mots spécifiques, composés de brèves, sont partiellement accentués par des points d'orgue sur chaque syllabe.  Par leur style déclamatoire, les motets homophones se rapprochent le plus de la tradition italienne des laudes.  Deux arrangements anonymes de motets de Van Weerbeke des Motetti B, dans le deuxième livre de laudes publié par Petrucci (RISM 15083), montrent à quel point certains de ses motets italiens entrent dans l’esprit italien.  Le motet franco-flamand est ici mélangé avec la musique sacrée populaire d'Italie.
En revanche, deux des motets de ténor à cinq voix de Van Weerbeke, à savoir Dulcis amica Dei digna/Da pacem Domine et Stabat mater dolorosa/Vidi speciosam, ainsi que le motet à quatre voix Ave regina cælorum et le Magnificat, s’inscrivent solidement dans la tradition franco-flamande.
Les deux motets à cinq voix sont redevables au modèle de Regis et les deux œuvres à quatre voix semblent suivre Dufay de près. Stabat mater dolorosa/Vidi speciosam ne survit que dans un manuscrit de présentation franco-flamand, le Chigi Codex (I-Rvat) ; toutes les autres compositions de ce groupe ont été transmises par une source romaine (I-Rvat CS15) datant de 1495-1500.

### Œuvres profanes
L’identification des œuvres profanes de Van Weerbeke est entravée par la confusion causée par des attributions contradictoires et la confusion possible avec son contemporain Japart, dont on ne connaît que la musique profane.  Le rondeau Sans regretz veul entretenir/Allez regretz est attribué à Jaspar par sa seule source (I-Fc 2439) et pourrait être de la plume de l’un de ces compositeurs.  Les chansons à quatre voix Vray Dieu quel paine esse, Bon temps/Adieu mes amours et Que faict le cocu au bois figurent ensemble dans I-Fc 2442, où elles sont attribuées à Gaspart ; elles se rapprochent tant des motets à quatre voix de Van Weerbeke que leur attribution à ce compositeur semble acceptable, même si la chanson Vray Dieu a également été attribuée à Compère et à Pipelare (attributions fermement rejetées par Atlas).
La chanson néerlandaise à trois voix O Venus bant est attribuée à Gaspar et à Josquin ; les éditeurs du New Josquin Edition ont observé des détails qui rendent peu crédible l’attribution à Josquin et ils notent des similitudes avec La stangetta.  Or, La stangetta est seulement attribuée à Uuerbech dans la première édition de l’Odhecaton de Petrucci ; de surcroît, Petrucci avait pris l’habitude d’indiquer les œuvres de Van Weerbeke par le prénom Gaspar.  Dans d’autres sources, la composition est attribuée, de façon plus crédible, à Obrecht ou à Isaac.

### Liste d’œuvres
Toutes à quatre voix, sauf indication contraire : liste complète dans Lindmayr (1992).
Éditions :
- Gaspar van Weerbeke, Collected Works, Éd. G. Croll, E.F. Fiedler et A. Lindmayr-Brandl, CMM, cvi (1998-) [W] ;
- Van Ockeghem tot Sweelinck, Éd. A. Smijers (Amsterdam, 1949-1956) [S]
- Gaspar van Werbeke, Messe e mottetti, éd. G. Tintori, AMMM, xi (1963) [T]
- Milan, Archivio della Veneranda Fabbrica del Duomo, sezione musicale, librone 1 (olim 2269), Renaissance Music in Facsimile, xii a, New York, 1987 [M]
- Selections from Motetti A numero trentatre, Venise, 1502, Éd. R. Sherr, SCMot, i (1991) [P i]
- Selections from Motetti libro quarto, Venise, 1505, Éd. R. Sherr, SCMot, iii (1991) [P ii]

#### Œuvres sacrées

##### Messes et mouvements de messe
- (la) Misse Gaspar, Venise, 1507 [ 1507 ] ;
- (la) Missa ‘Ave regina cælorum’, 1507, T ;
- (la) Missa brevis, D-Ju 21 ;
- (la) Missa ‘Et trop penser’, 1507 ;
- (la) Missa ‘N’as tu pas’, 15091 ;
- (la) Missa octavi toni, 1507 ;
- (la) Missa ‘O Venus bant’, 1507 ; éd. dans EDM, 1st ser., xxxiii (1960) ;
- (la) Missa ‘Princesse d’amourettes’, I-Rvat C.S.35, S (Kyrie seulement) ; éd. dans EMN, viii (1974) ;
- (la) Missa ‘Se mieulx ne vient’, 1507 ;
- (la) Credo, 15051 ;
- (la) Credo cardinale, 15051 ;
- (la) Missa ‘Une mousse de Biscaye’ (attribution douteuse ; voir Fiedler, 1995).

##### Cycles de motets
- (la) Ave mundi domina ;
- (la) Ave mater gloriosa ;
- (la) Salve virgo virginum ;
- (la) Anima mea liquefacta est (2 versions : voir Lindmayr, 1993) ;
- (la) Ave regina cælorum, ave (=Ave domina angelorum) ;
- (la) Quem terra pontus æthera ;
- (la) O virginum præclara ;
- (la) Fit porta Christi : T, W iii, M.

-
- (la) Quam pulchra es ;
- (la) Alma redemptoris mater ;
- (la) Salve virgo salutata ;
- (la) O pulcherrima mulierum ;
- (la) Ave regina cælorum, mater ;
- (la) O Maria clausus hortus ;
- (la) Mater patris filia mulierum ;
- (la) Tota pulchra es anima mea : T, W iii, M.

-
- (la) Spiritus Domini replevit orbem ;
- (la) Veni Sancte Spiritus ;
- (la) Beata gens cuius est Dominus ;
- (la) Confirma hoc Deus; Loquebantur variis linguis ;
- (la) Factus est repente de cælo (‘Gaspar in honorem sancti spiritus’) : W, P ii.

##### Autres motets
- (la) Adonai sanctissime Domine Deus, P i ;
- (la) Anima Christi sanctifica me, 15031 ;
- (la) Ave domina sancta Maria, P i ;
- (la) Ave mater omnium, P ii ;
- (la) Ave regina cælorum, I-Rvat C.S.15 ;
- (la) Ave stella matutina, T, M ;
- (la) Ave verum corpus, 15031;
- (la) Christi mater ave sanctissima, T, M ;
- (la) Dulcis amica Dei digna/Da pacem Domine, à cinq voix, 15081 ;
- (la) Ibo mihi ad montem mirrhe, P i. ;
- (la) Mater digna Dei, T, M ;
- (la) O beate Sebastiane, P ii ;
- (la) O pulcherrima mulierum, P I ;
- (la) Panis angelicus, 15031, éd. dans Jeppesen (1935) ;
- (la) Salve sancta parens, 15051 ;
- (la) Stabat mater dolorosa/Vidi speciosam, à cinq voix, éd. dans Vander Straeten, vi (1882) ;
- (la) Tenebræ factæ sunt, S ;
- (la) Verbum caro factum est, 15031, S;
- (la) Vidi speciosam sicut columbam, P I ;
- (la) Virgo Maria, non est tibi similis, éd. A.W. Ambros, Geschichte der Musik, v (Leipzig, 1882, rev.

-
- (la) Ave panis angelorum, 15083 (anonyme), éd. dans Jeppesen (1929-1930) (adaptation de Panis angelicus) ;
- (la) O inextimabilis/Ave nostra salus, 15083 (anonyme), éd. dans Jeppesen (1935) (adaptation de Verbum caro factum est).

##### Autres œuvres sacrées
- (la) Magnificat octavi toni, I-Rvat C.S.15 ;
- (la) Lamentationes et orationes Jeremiæ, éd. dans GMB ;
- (la) Sancti Spiritus adsit nobis gratia, Md 3 (anonyme) ; voir Lindmayr, 1992.

#### Œuvres profanes
- (fr) Bon temps/Adieu mes amours, I-Fc 2442, inc. ;
- (fr) Que fait le cocu au bois, Fc 2442, inc. ;
- (fr) Vray Dieu quel paine esse (= Quam diu che pena), éd. dans Atlas (1975) ;
- (it) La stangetta (= Ortus de celo flos est), à trois voix, RISM 1501 (attribué à Uuerbech), éd. H. Hewitt : Harmonice musices odhecaton A (Cambridge, MA, 1942, 2/1946/R) ; ? par Obrecht ou Isaac ; voir Kämper (1980) ;
- (nl) O Venus bant, à trois voix, E-Sc 5-1-43 (chanson néerlandaise attribuée à Gaspar), RISM 1501 (chanson néerlandaise attribuée à Josquin) ; voir Fiedler (1986) ;
- (fr) Plaine d’ennuy/Anima mea (B dérivée du T d’Anima mea liquefacta est : voir cycles de motets) ; voir Finscher (1964) ;
- (fr) Sans regretz veul entretenir/Allez regretz, à trois voix, I-Fc 2439 (chanson attribuée à Jaspar).

## Ressources

### Sources
- (nl) Bonda, Jan Willem.  De meerstemmige Nederlandse liederen van de vijftiende en zestiende eeuw, Hilversum, Verloren, 1996, p. 38, 87-88; 540, 586.
- (en) Croll, Gerhard, et Andrea Lindmayr-Brandl.  Weerbeke [Werbeke, Werbeck], Gaspar [Jaspar, Gaspart] van], dans : Sir George Grove et John Tyrrell, The New Grove Dictionary of Music and Musicians, vol. 27, Grove, 2001.
- RISM - Répertoire international des sources musicales.